# آقاخان سلمانلی
آقاخان علی اوغلو سلمانلی بازیگر سینما و تئاتر و صداپیشهٔ اهل کشور جمهوری آذربایجان بود.